# 中国社会科学院社会学研究所
中国社会科学院社会学研究所是中华人民共和国的一家社会学研究机构，成立于1980年1月18日，是中国社会科学院的直属研究单位。